# Eustach III. (Boulogne)
Eustach III. (* vor 1060; † nach 1125) aus dem Haus Boulogne war Graf von Boulogne und Graf von Lens von 1088 bis 1125.
Er war der Sohn von Graf Eustach II. und der heiliggesprochenen Ida von Boulogne (Wigeriche). Seine Brüder Gottfried von Bouillon und Balduin von Boulogne waren die späteren Anführer des Ersten Kreuzzugs.
Sein Vater war zwischen 1070 und 1082 gestorben. Gottfried von Bouillon hatte 1084 das Herzogtum Niederlothringen geerbt und Eustach erhielt 1088 die Grafschaften Boulogne und Lens für sich. Im Jahr 1096 schloss er sich mit seinen Brüdern Gottfried und Balduin dem Ersten Kreuzzug an und nahm an der Belagerung von Jerusalem und der Schlacht von Askalon teil. Danach kehrte er aber wohl zurück nach Europa, um sich um seinen Besitz zu kümmern. Um 1102 heiratete er Maria von Schottland, Tochter von König Malcolm III.; er versuchte damit, ein Bündnis gegen die Normannen zu schmieden, die seit 1066 England und die Normandie beherrschten. Er selbst muss Besitz in England gehabt haben, da er Münzen mit seinem Namen in York schlagen ließ. Sein Vater hatte an der Invasion Englands 1066 auf Seiten der Normannen teilgenommen.
Nach dem Tod Balduins (der seit dem Jahr 1100 König von Jerusalem war) am 2. April 1118 wurde ihm dessen Nachfolge angetragen; er zeigte wenig Interesse, ließ sich aber überzeugen (zumal seine Ehefrau am 18. April ebenfalls verstorben war), und trat seine zweite Reise nach Jerusalem an. In Apulien erfuhr er jedoch, dass man in der Zwischenzeit Balduin von Bourcq gekrönt hatte, woraufhin er wieder umkehrte.
1125 verheiratete er seine Tochter Mathilda von Boulogne mit Stephan von Blois, trat im gleichen Jahr noch zurück und ging in das Kloster Cluny ein. Danach verliert sich seine Spur.
Neben seiner Tochter hatte Eustach III. noch zwei uneheliche Söhne von einer unbekannten Frau, Raoul und Eustache, die beide aus der Zeit seiner Witwerschaft zu stammen scheinen: Beide werden im Jahr 1120 erwähnt, Raoul noch einmal 1122, und von ihm ist auch bekannt, dass er jung starb.